# Каиновая кислота
Каиновая кислота, каинат — кислота, которая выделяется некоторыми видами водорослей и является специфическим агонистом каинатных рецепторов. Используется в нейронаучных экспериментах для исследования нейродегенеративных процессов, моделирования эпилепсии, болезни Альцгеймера.
Впервые каинат был получен из морской водоросли с японским названием «Каинин-соу» («Макури», Digenea simplex), используемой в Японии как антигельминтик.
Являясь мощным стимулятором ЦНС, эта кислота используется для генерации судорожных приступов у экспериментальных животных. В 2000 году на рынке возник недостаток каиновой кислоты, что привело к взлёту цен на неё.